# Župna crkva sv. Marije Magdalene u Brodu na Kupi
Podarhiđakonatska i župna crkva sv. Marije Magdalene u Brodu na Kupi sagrađena je 1670. godine u baroknom stilu. Dao ju je sagraditi hrvatski plemić Petar Zrinski.
Obnavljana je u 18. stoljeću, a paljevinom i djelomičnim rušenjem u 2. svjetskom ratu izgubila je svojstvo baroknog spomenika.
Crkva je jednobrodna s poligonalnim prezbiterijem i zvonikom na pročelju.